# Малий Дьол
Малий Дьол (мак. Мал Ѓол, також відоме як Мале або Гірське Караниколицьке озеро (мак. Мало или Горно Караниколичко Езеро)) - льодовикове озеро в Македонії, одне з 27 озера Шар-Планини.
З озера витікає Караниколицька річка, яка є лівою притокою річки Пена, яка впадає у неї поблизу села Вешала.

## Особливості
Це друге з трьох озер під назвою Дьол на Шар-Планині. Це невелике льодовикове озеро, розташоване в районі Караніколь на висоті 2300 метрів над рівнем моря, на захід від озера Караніколь у западині під вершинами Скарпа та Гурі-Шереметиця. Його котловина скеляста і має грушоподібну форму. Поверхня навколо озера лугова. Довжина становить 115 метрів, а ширина – 102 метри. Загальний об'єм становить 313 метрів, а площа - 8240 метрів. Глибина - 0,8 м. Характеризується прозорою водою, але дно мулисте. Хоча притоків немає, озеро ніколи не пересихає. Коли є високий рівень води, вода тече через скелясте ложе.